# 高田修
高田修（たかた おさむ、1907年9月8日 - 2006年10月27日）は、日本の仏教学者。東北大学名誉教授。インド哲学・仏教美術専攻。

## 来歴
三重県生まれ。1931年東京帝国大学文学部印度哲学科卒業。副手、52年東京国立文化財研究所に入る。60年「醍醐寺五重塔の壁画」(共同研究)で日本学士院賞恩賜賞受賞。61年「仏像の起源」で東京大学文学博士。62年文化財研究所美術部長、1969年東北大学文学部教授、71年定年退官、名誉教授、成城大学教授、78年退職。

## 著書
- 『佛教の傳説と美術』東京帝国大学仏教青年会編、三省堂 1941
  - 『仏教の説話と美術 大文字版』講談社学術文庫 2004
- 『印度・南海の佛教美術』創藝社 1943
- 『慈恩寺三蔵法師伝 西域求法高僧伝』「国訳一切経 和漢撰述部 41 史伝部」大東出版社 1961、新版1980、2000ほか
- 『佛像の起源』岩波書店 1967、新版1983、1994ほか
- 『佛教美術史論考』中央公論美術出版 1969
- 『アジャンタ 石窟寺院と壁画』平凡社 1971 田枝幹宏写真
- 『仏像の誕生』岩波新書 1987

### 共編著
- 『印度美術史』逸見梅栄共著、創藝社 1944
- 編『醍醐寺五重塔の壁画』吉川弘文館 1959
- 『インド美術』上野照夫共著、日本経済新聞社 1965
- 『原色日本の美術 第7巻 仏画』柳沢孝共著、小学館 1969、改訂版1990ほか
- 『仏画　日本の美術 9』柳沢孝共著、小学館ブック・オブ・ブックス 1974。普及版
- 『静かなるインド　新潮古代美術館9』新潮社 1981。解説
- 『アジャンタ壁画』監修・解説 大村次郷写真、安田治樹編、日本放送出版協会 2000

## 参考
- デジタル版日本人名大事典